# Oakhurst, New South Wales
Oakhurst este o suburbie în Sydney, Australia.